# Val Vedello

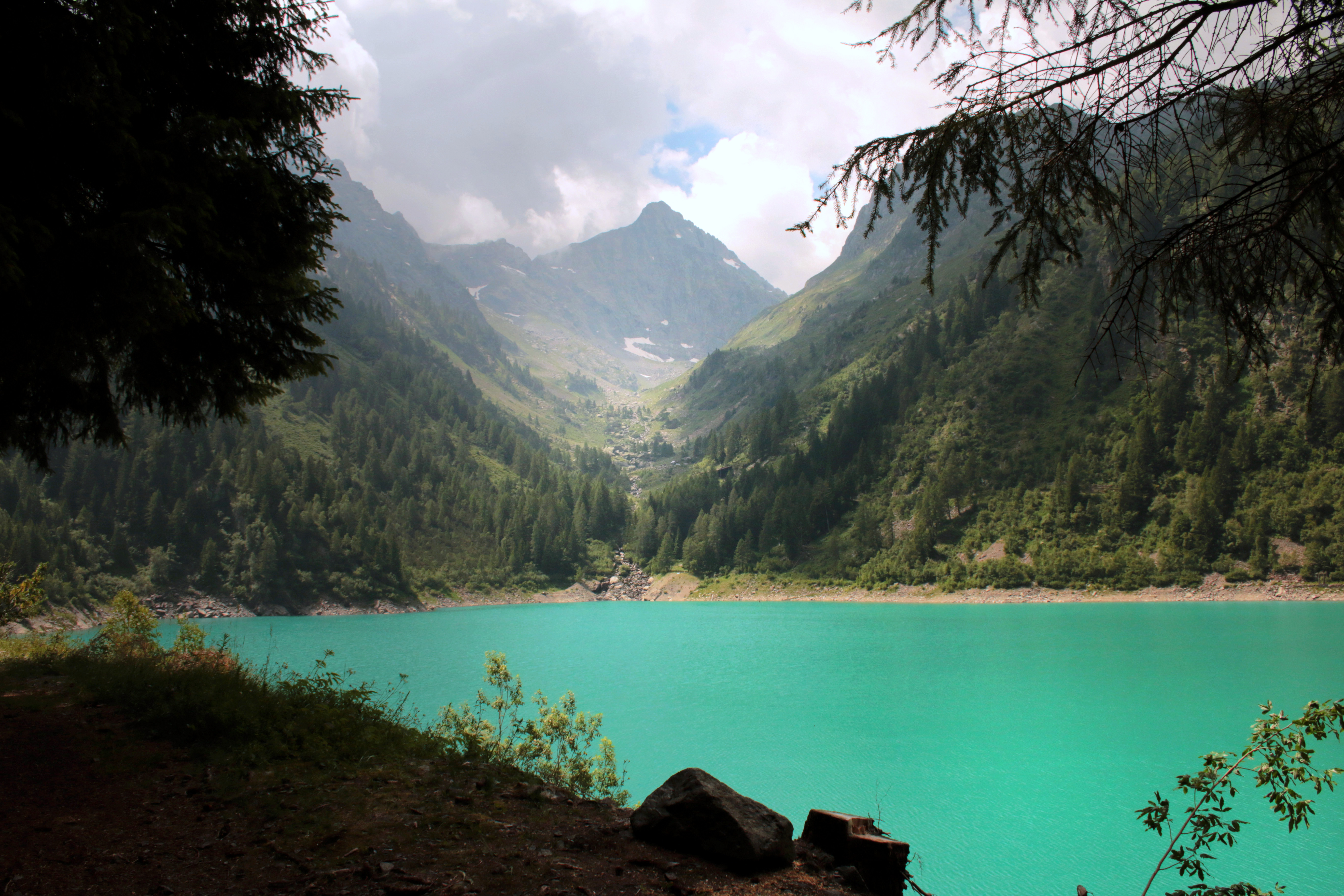
Val Vedello e Pizzo del Salto.

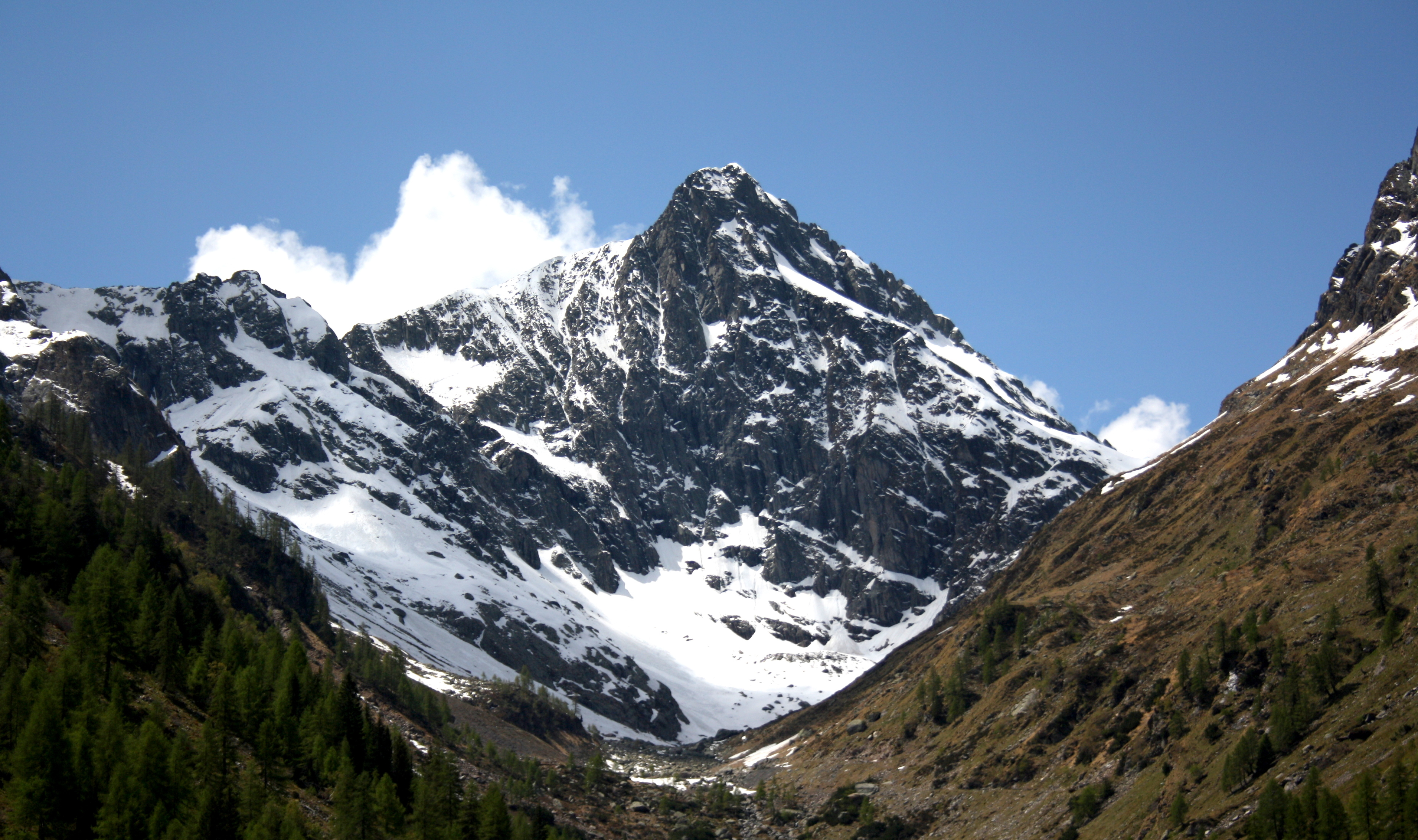
Pizzo del Salto, testata della Val Vedello

La Val Vedello è una delle valli delle Alpi Orobie Valtellinesi facente parte del bacino idrografico della Val Caronno, comune di Piateda.
È percorsa dal torrente Vedello che s’immette nel lago di Scais, la testata della valle è il Pizzo del Salto, di bella forma triangolare è spartiacque con la Val Brembana, provincia di Bergamo.
Valle frequentata da escursionisti, molto selvaggia.